# Thee Headcoats
Thee Headcoats è un gruppo musicale britannico fondato nel 1989 e attivo fino al 2000.

## Storia
Il gruppo venne formato da Billy Childish con il batterista Bruce Brand e il bassista Johnny Johnson nel 1989 dopo che la precedente band di Childish, i Thee Mighty Caesars, venne sciolta. La band fu da subito molto attiva, pubblicando in pochi anni molti album ed esibendosi in giro per il mondo fino alla metà del 2000, quando si esibirono per il loro ultimo concerto al Dirty Water Club di Londra. Billy Childish fondò quindi una nuova band, The Buff Medways. Nel 2008 il gruppo si riformò per una breve esibizione dal vivo al MBE.

## Discografia

### Album in studio
- 1989 - Headcoats Down! (Hangman Records)
- 1989 - The Earls of Suavedom (Crypt Records)
- 1990 - The Kids are All Square - This Is Hip! (Hangman Records)
- 1990 - Beach Bums Must Die (Crypt Records)
- 1990 - Heavens to Murgatroyd, Even! It's Thee Headcoats! (Sub Pop Records)
- 1991 - Headcoatitude (Shakin' Street)
- 1991 - Bo in The Garage/W.O.A.H (Hangman)
- 1993 - The Good Times Are Killing Me (Vinyl Japan)
- 1994 - Conundrum (SuperElectro)
- 1995 - Knights of The Baskervilles (Overground)
- 1996 - In Tweed We Trust (Damaged Goods)
- 1998 - Messerschmitt Pilot's Severed Hand (Damaged Goods)
- 1998 - 17% Hendrix Was Not The Only Musician (Slab O' Concrete)
- 1998 - Brother Is Dead But Fly Is Gone (Vinyl Japan)
- 2000 - I Am the Object of Your Desire (Buff Medway)

### Album dal vivo
- 1992 - The Wurst Is Yet To Come (Tom Product)
- 1994 - Live at the Wild Western Room (Damaged Goods)

## Formazione
- Billy Childish: voce e chitarra
- Bruce Brand: batteria e voce
- Johnny Johnson: basso e voce
- Ollie Dolat: basso